# Lion's Cup 1982 - Singolare
Il singolare del torneo di tennis Lion's Cup 1982, facente parte dei Tornei di tennis femminili indipendenti nel 1982, ha avuto come vincitrice Chris Evert ha battuto in finale Andrea Jaeger con il punteggio di 6–3, 6–2.

## Tabellone

### Legenda
| - Q = Qualificato - WC = Wild card - LL = Lucky loser | - ALT = Alternate - SE = Special Exempt - PR = Protected Ranking | - w/o = Walkover - r = Ritirato - d = Squalificato |

|  | Primo turno   | Primo turno   | Primo turno   | Primo turno | Primo turno |  |  | Finale        | Finale        | Finale        | Finale | Finale |  |
|  |               |               |               |             |             |  |  |               |               |               |        |        |  |
|  | Chris Evert   | Chris Evert   | Chris Evert   | 6           | 6           |  |  |               |               |               |        |        |  |
|  | Bettina Bunge | Bettina Bunge | Bettina Bunge | 2           | 0           |  |  | Chris Evert   | Chris Evert   | Chris Evert   | 6      | 6      |  |
|  | Andrea Jaeger | Andrea Jaeger | Andrea Jaeger | 6           | 6           |  |  | Andrea Jaeger | Andrea Jaeger | Andrea Jaeger | 3      | 2      |  |
|  | Sylvia Hanika | Sylvia Hanika | Sylvia Hanika | 2           | 1           |  |  |               |               |               |        |        |  |